# 李培楠
李培楠（2000年6月28日—，游戏ID为Oliveira），北京人，退役《星际争霸II》电子竞技选手，使用种族为人族，曾用游戏ID“TIME”。曾于2023年获得英特尔极限大师赛（IEM）卡托维兹站星际争霸II项目冠军，为首位获得星际争霸世界冠军的中国选手。

## 经历
李培楠于2000年在北京出生，14岁时入行电子竞技。2016-2017年，新入行的他在多个国际大赛中止步八强，被戏称为“李老八”。2017年11月，首次获得主要联赛冠军——星际争霸II世界锦标赛系列赛（WCS）莱比锡站中国区预选赛冠军。2019年，成为首位闯入暴雪嘉年华（BlizzCon）星际争霸II正赛的中国选手。这个阶段的李培楠已经成为中国区领先的选手，但距离国际最高水平选手仍有不小的差距。
2022年，李培楠将游戏ID从“TIME”改成“Oliveira”，以致敬巴西柔术家查尔斯·奥利维拉。
2023年2月，当时EPT积分世界第21位的李培楠参加英特尔极限大师赛（IEM）卡托维兹站比赛。该比赛为2022-2023赛季星际争霸II全球总决赛，取代于2020年停办的前世界锦标赛WCS总决赛。他在淘汰中一路晋级，先后击败了上届亚军Reynor（意大利，虫族）、EPT积分世界第二的herO（韩国，神族）以及EPT积分世界第一的Maru（韩国，人族），夺得冠军，是中国电竞史上星际争霸项目（星际1和星际2）的首个世界冠军。
2025年1月6日，李培楠正式宣佈退役。